# Julijci
Julijci este o arie protejată (arie de protecție specială avifaunistică — SPA) din Slovenia întinsă pe o suprafață de 88.645,03 ha, integral pe uscat.

## Localizare
Centrul sitului Julijci este situat la coordonatele 46°21′01″N 13°47′47″E / 46.3504°N 13.7964°E.

## Înființare
Situl Julijci a fost declarat arie de protecție specială avifaunistică în aprilie 2004 pentru a proteja 22 de specii de animale.

## Biodiversitate
Situată în ecoregiunea alpină, aria protejată nu include niciun habitat protejat.
La baza desemnării sitului se află mai multe specii protejate de  păsări (22): minunița (Aegolius funereus), potârnichea de stâncă (Alectoris graeca), acvilă de munte (Aquila chrysaetos), cocoșul de mesteacăn (Bonasa bonasia), cristeiul de câmp (Crex crex), ciocănitoare neagră (Dryocopus martius), șoim călător (Falco peregrinus), muscar (Ficedula parva), ciuvică (Glaucidium passerinum), vulturul pleșuv sur (Gyps fulvus), Lagopus mutus helveticus, sfrâncioc roșiatic (Lanius collurio), mierlă de piatră (Monticola saxatilis), pietrar sur (Oenanthe oenanthe), codroșul de pădure (Phoenicurus phoenicurus), pitulice de munte (Phylloscopus bonelli), ciocănitoare de munte (Picoides tridactylus), ciocănitoare verzuie (Picus canus), mărăcinar (Saxicola rubetra), huhurezul mic (Strix uralensis), cocoșul de mesteacăn (Tetrao tetrix tetrix),  cocoș de munte (Tetrao urogallus).